# Ruine Hilsenstein
Die Ruine Hilsenstein, auch Hilzenstein oder Hülzistein genannt, ist die Ruine einer Höhenburg in der Nähe von Dornach im Kanton Solothurn in der Schweiz.

## Lage
Bei dieser Burg handelt es sich um eine der vergessenen Anlagen der Region Basel: Wenig bekannt, obwohl zwischen Ruine Dorneck und Schloss Angenstein gelegen und leicht zu erreichen.
Die Ruine Hilsenstein liegt rund 2 km südöstlich von Dornach bei 615 m ü. M. auf einem Felszacken am Westhang des Gempenplateaus. Sie ist von der Gempenstrasse her (letzte Haarnadelkurve vor Gempen) auf einem Waldweg gut zu erreichen.

## Anlage

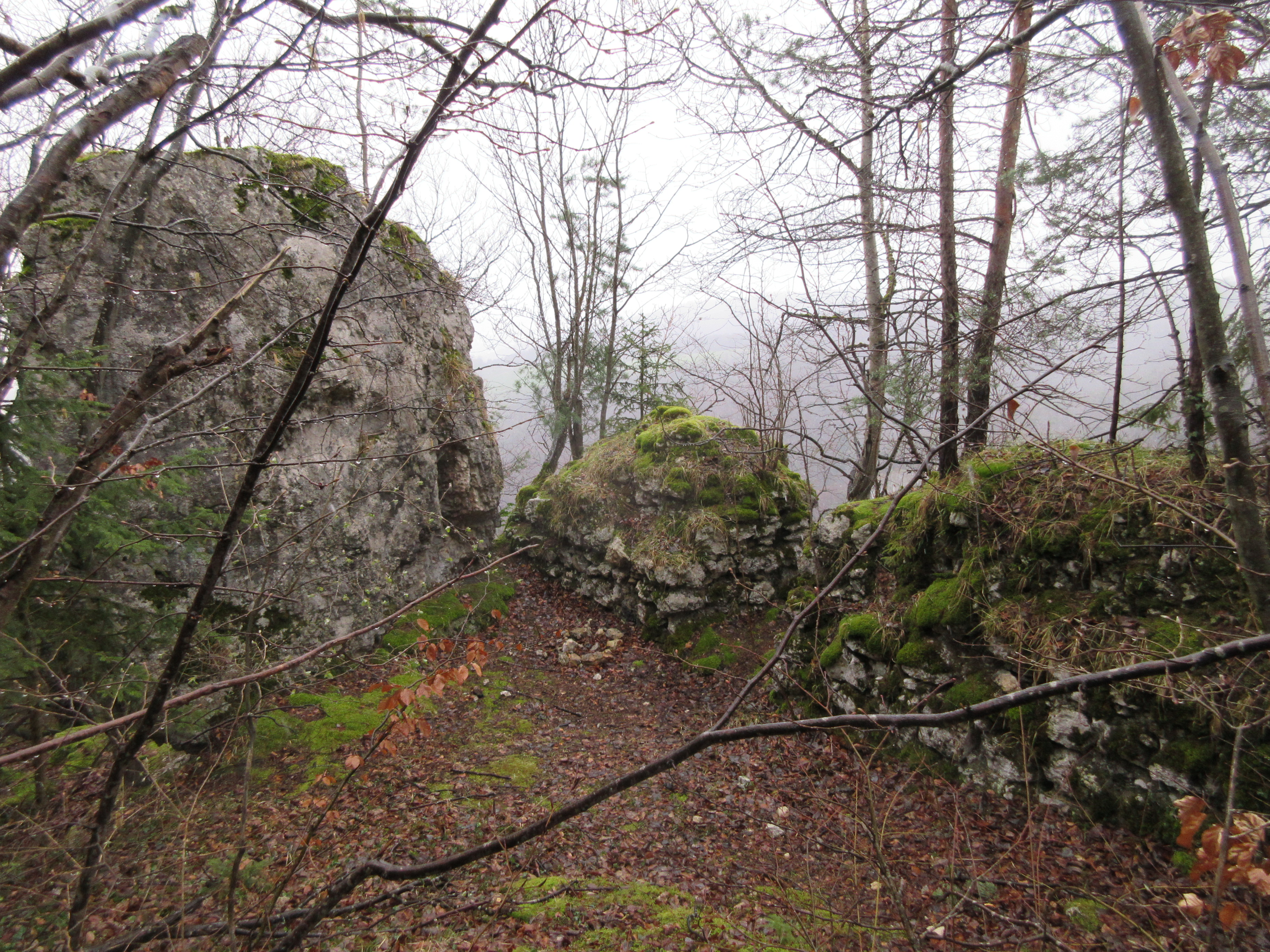
Sicht von Südosten auf die Mauerreste sowie den markanten Felszahn

Von der Burgruine sind nur noch wenige Mauerreste auf dem schwer zugänglichen Felskopf erhalten. Die Besteigung des Felskopfes war früher durch eine von Unbekannten 'wild gebaute' Holzleiter erleichtert gewesen. Diese war aber dauernd der Witterung ausgesetzt und fehlt jetzt total (Okt. 2016). Den Felskopf besteigt man mit entsprechender Ausrüstung und ausschliesslich auf eigene Gefahr! Von Süd-Osten her (vom Waldweg) kann ein Teil des Mauerwerkes auf seinen der Felskante folgenden Lagern von aussen her eingesehen werden (vorteilhafterweise im Winter, wenn die Bäume ohne Blätter sind).
Die kleine Anlage ist auf mehreren Flächen auf dem Felskopf errichtet. Die oberste Fläche trug den Wohnturm: Auf dem Bild ist diese Fläche zu sehen, rechts ein Mauerrest mit Fensterspalten, in der Mitte eine Felsrippe, die als Teil der Wand verwendet wurde. Ausgehauene Balkenlöcher und Türnuten sind noch erkennbar.
Auf der Fläche westlich des Wohnturmes stand -- unter Ausnutzung natürlicher Felskammern und -spalten -- wahrscheinlich ein Nebenbau auf dem Felskopf. Der Zugang ist nur noch zu erahnen und wird wohl aus rein praktischen Gründen von der Südseite her (vom Hang des Gempenplateaus) aus errichtet worden sein. Rund um den Felskopf wurden, wo es in dem recht steilen Gelände möglich war, noch heute sichtbare Terrassierungen vorgenommen, die vermutlich von Ökonomiebauten besetzt waren.

Auf der östlichen Felswand befindet sich ein Sgraffito, welches 1940 vom Künstler Theodor Ganz gemalt wurde. Darauf sind eine Jungfrau, ein Hirsch und mehrere alte Schweizer Soldaten dargestellt. Damit macht es einen Bezug auf die Sage, wonach um Mitternacht, die Jungfrau mit dem Hirsch (mit goldigem Geweih) um das "Hilzensteinschlösschen" umhergehe.

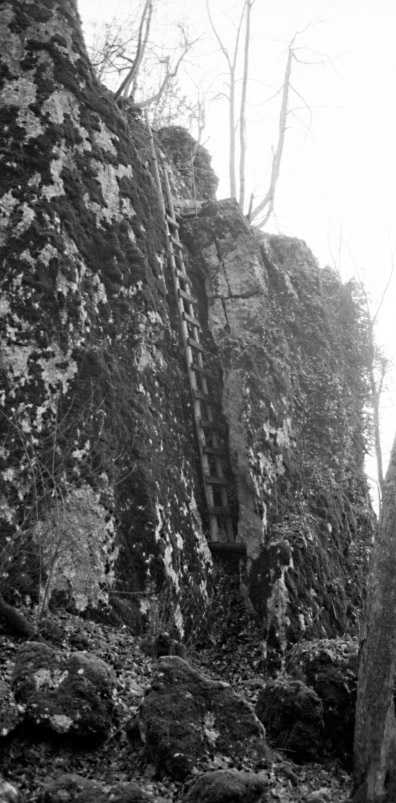
Behelfsleiter für Aufstieg (gefährlich!)

## Geschichte
Die Burg Hilsenstein ist nirgends urkundlich erwähnt. Trotzdem kann auf Grund zahlreicher Funde, die im Heimatmuseum Schwarzbubenland in Dornach aufbewahrt werden, eine kurze, intensive Besiedlung im 3. Viertel des 13. Jahrhunderts belegt werden, die aber bereits ab 1300 aufhört. Auf Grund der misslichen Quellenlage -- weder die Burg Hilsenstein noch ein solches lokaladliges Geschlecht sind nachweisbar -- kann nur vermutet werden, dass ein Zweig der Ritterfamilie Münch, die in der 2. Hälfte des 13. Jahrhunderts auch 'Gempener' genannt wurden, die Besitzer dieser Festung waren.